# Guillemette du Luys
Guillemette du Luys, död efter 1479, var en fransk kirurg. Hon noteras ha varit kirurg i tjänst hos Ludvig XI av Frankrike år 1479. Hon är den enda kvinna som antecknas ha haft en sådan ställning, förutom Magistra Hersend. 